# Ouled Mimoun
Ouled Mimoun è un comune dell'Algeria, situato nella provincia di Tlemcen.